# Kia K5
Kia K5 — середньорозмірний чотиридверний седан виробництва Kia, що продається з 2000 року всьому світу під різними назвами. 
Автомобілі першого покоління здебільшого продавалися як Optima, хоча назва Kia Magentis використовувалася в Європі та Канаді, коли там почалися продажі в 2002 році. Для моделей другого покоління Kia використовувала назву Kia Lotze та Kia K5 для південнокорейського ринку, і назву Magentis у всьому світі, за винятком Сполучених Штатів, Канади, Малайзії та Близького Сходу, де назва Optima зберігалася до 2021 модельного року. Назва K5 використовується для всіх ринків з моменту появи п’ятого покоління в 2019 році.

## Перше покоління (2001—2005)

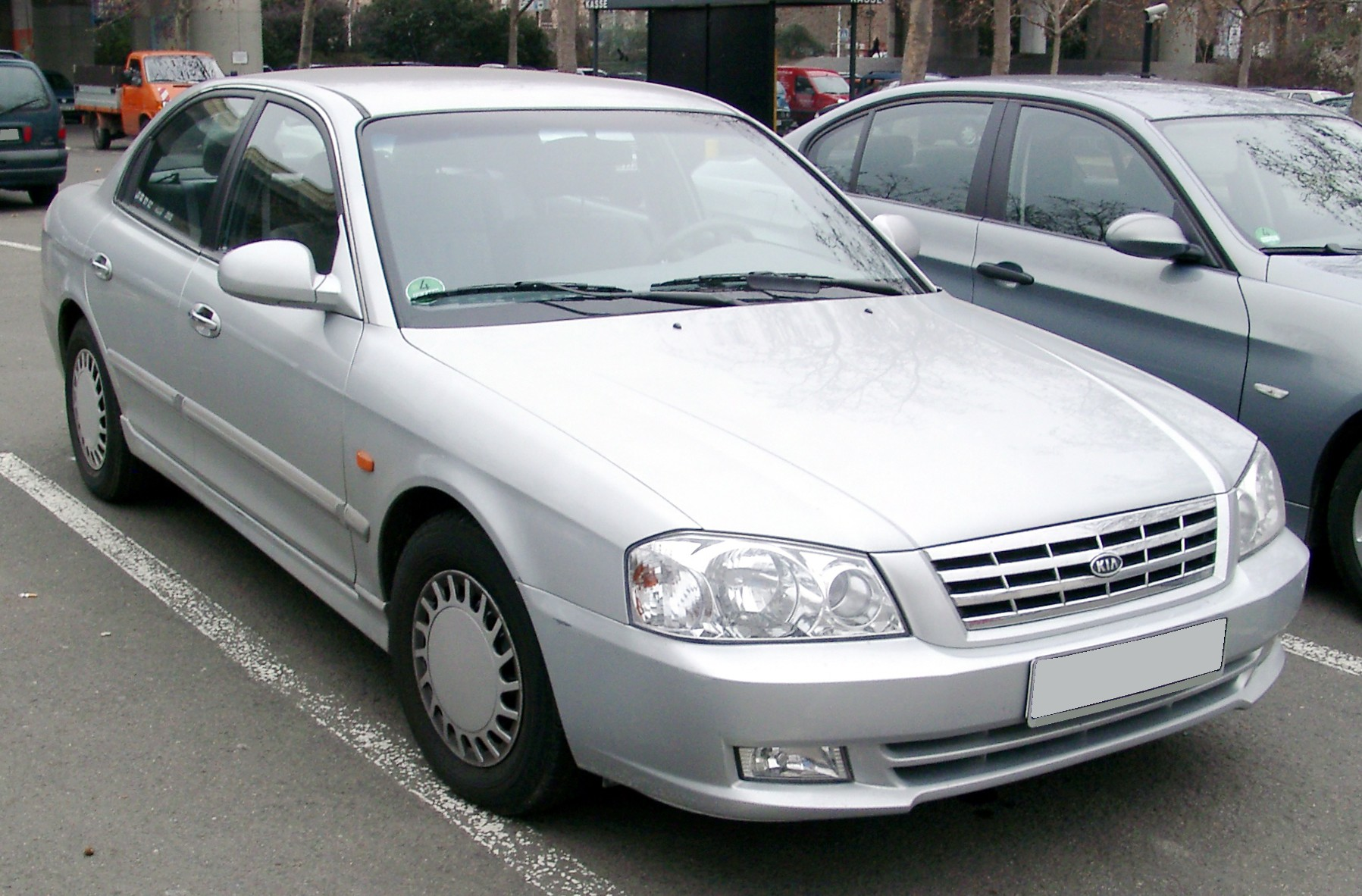
Kia Magentis 1

Kia Magentis — перший плід спільних зусиль двох корейських компаній Hyundai і Kia. Дебют автомобіля відбувся на автосалоні в Парижі в 2001 році. Новинка одержала багатообіцяюче ім'я, яке склали з двох англійських слів «чудовий» та «шляхетний». До речі, на деяких ринках цей автомобіль відомий як Kia Optima.
Magentis побудований на одній платформі з Hyundai Sonata четвертого покоління, виконаний виключно в кузові седан.
Kia Magentis пропонує два бензинових чотирициліндрових двигуна: 2,0 л потужністю 136 к.с. і 2,5 л V6 потужністю 160 к.с.
Двигуни агрегатуються з 5-ти ступінчатою механічною коробкою передач або 4-ступінчатим «автоматом» Tiptronic.

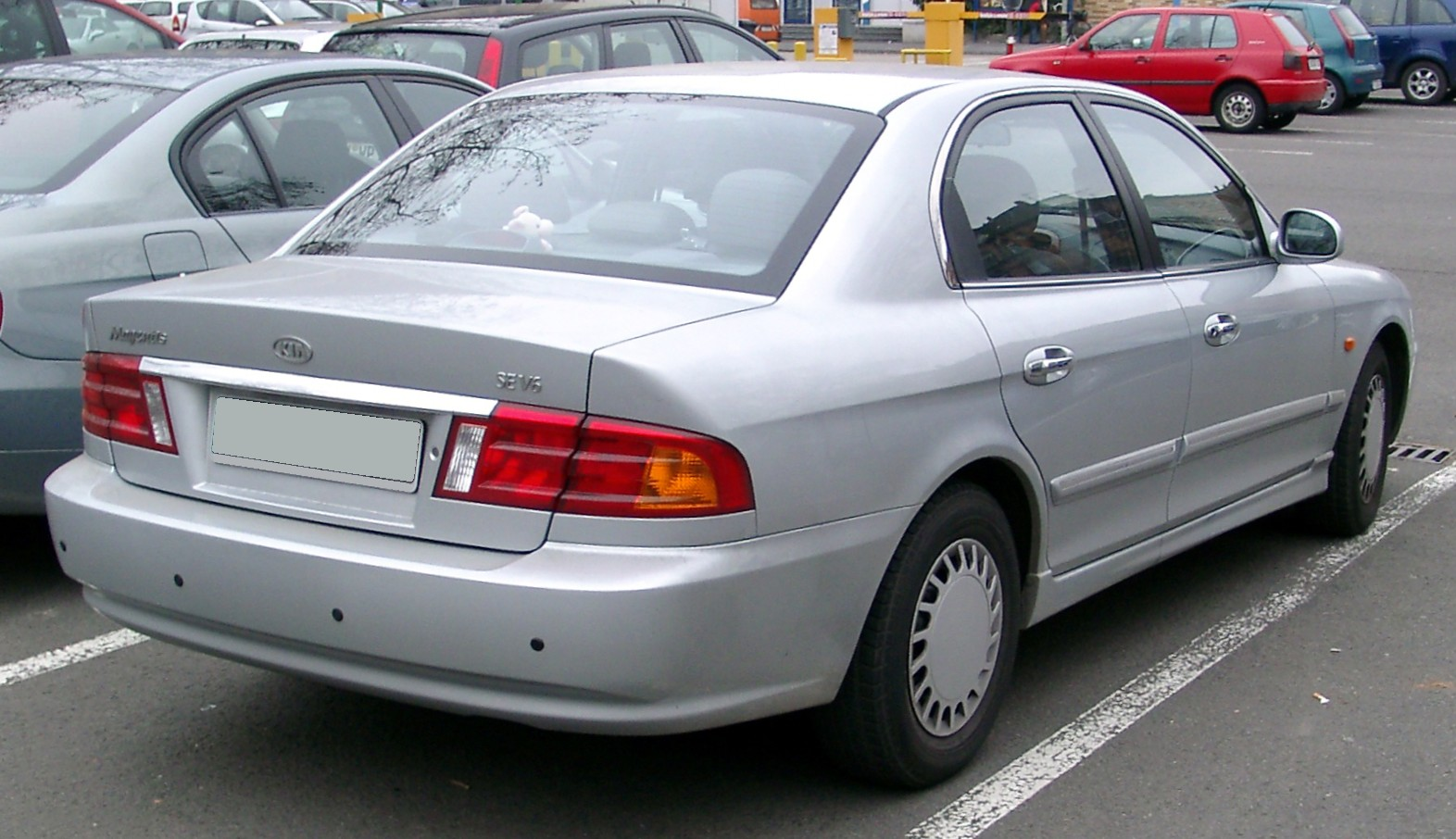
Вид ззаду

Базова комплектація включає: подушку безпеки для водія, кондиціонер, електроприводи стеклопод'емников і електроприводи дзеркал заднього виду, ABS, протитуманні фари, дзеркала заднього виду з підігрівом. Серед опцій значаться: система контролю якості повітря, шкіряний салон.
Завдяки системі контролю зчеплення з дорогою TCS автомобіль залишається стійким, навіть при виконанні маневрів у надзвичайних ситуаціях.
У разі зіткнення, безпеку забезпечать фронтальні подушки безпеки, а запобігти допоможе чотирьох канальна ABS, відстежує рух кожного колеса, доповнена системою EBD розподіляє гальмівні зусилля, для укорочення гальмівного шляху.

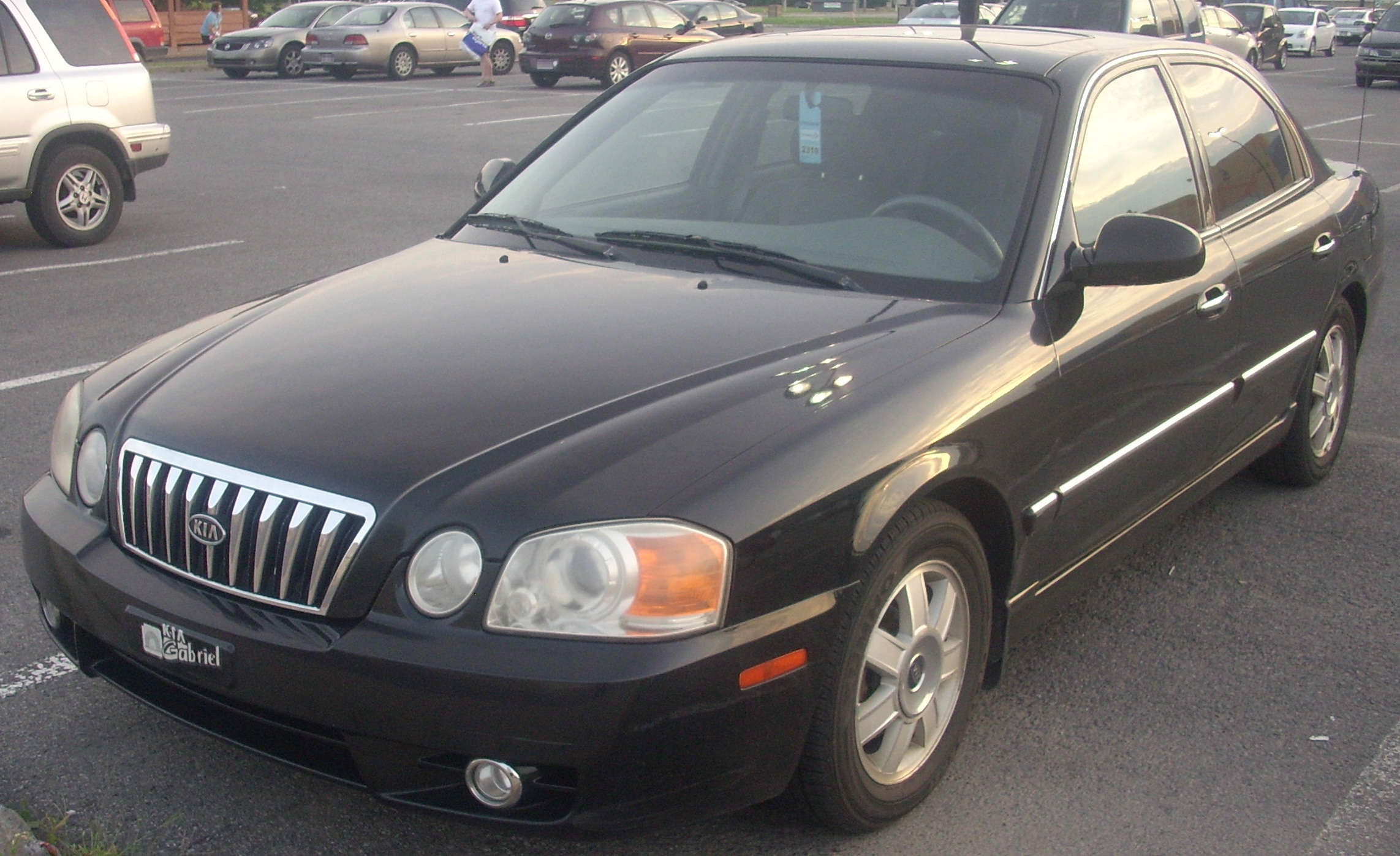
Рестайлінг

У 2003 році Magentis придбав оновлений дизайн. Гармонійну легко впізнавану зовнішність перших Magentis відрізняла приємна проєвропейська стриманість — нічого особливо вигадливого. А от у дизайні нового Magentis стилісти Kia відійшли від колишньої лаконічності, зробивши акцент на агресію. Суворі прямокутні фари розділили на два сектори, змінили форму решітки радіатора, бампера, капота і протитуманних фар.
У базову комплектацію тепер входять, крім попереднього набору, дві подушки безпеки і противобуксовочная система. Разом з тим в стандартне оснащення додали чергові корисні дрібниці на зразок внутрішнього дзеркала з покриттям антивідблиску і газових упорів, які підтримують капот і кришку багажника.
Приладова панель простенька з вигляду, насправді дуже практична. Все тут на увазі: тахометр зі спідометром рознесені по краях, між ними квадрат, в якому іноді спалахують лампочки. До того ж продумано виглядає підсвічування — червона стрілка переміщається по кругляша не одна, а з тінню, що досить ефектно виглядає вночі.
Непогано вдалися конструкторам Kia місця другого ряду: досить багато простору для ніг, плюс підлокітник обладнаний двома підстаканниками. Словом, удвох там можна розташуватися цілком комфортно. 

## Друге покоління (2005—2011)
У 2005 році на Міжнародній Автомобільній Виставці у Франкфурті Kia представила новий Magentis. У розробці нового автомобіля брали участь інноваційні центри в Кореї, США і Європі. 

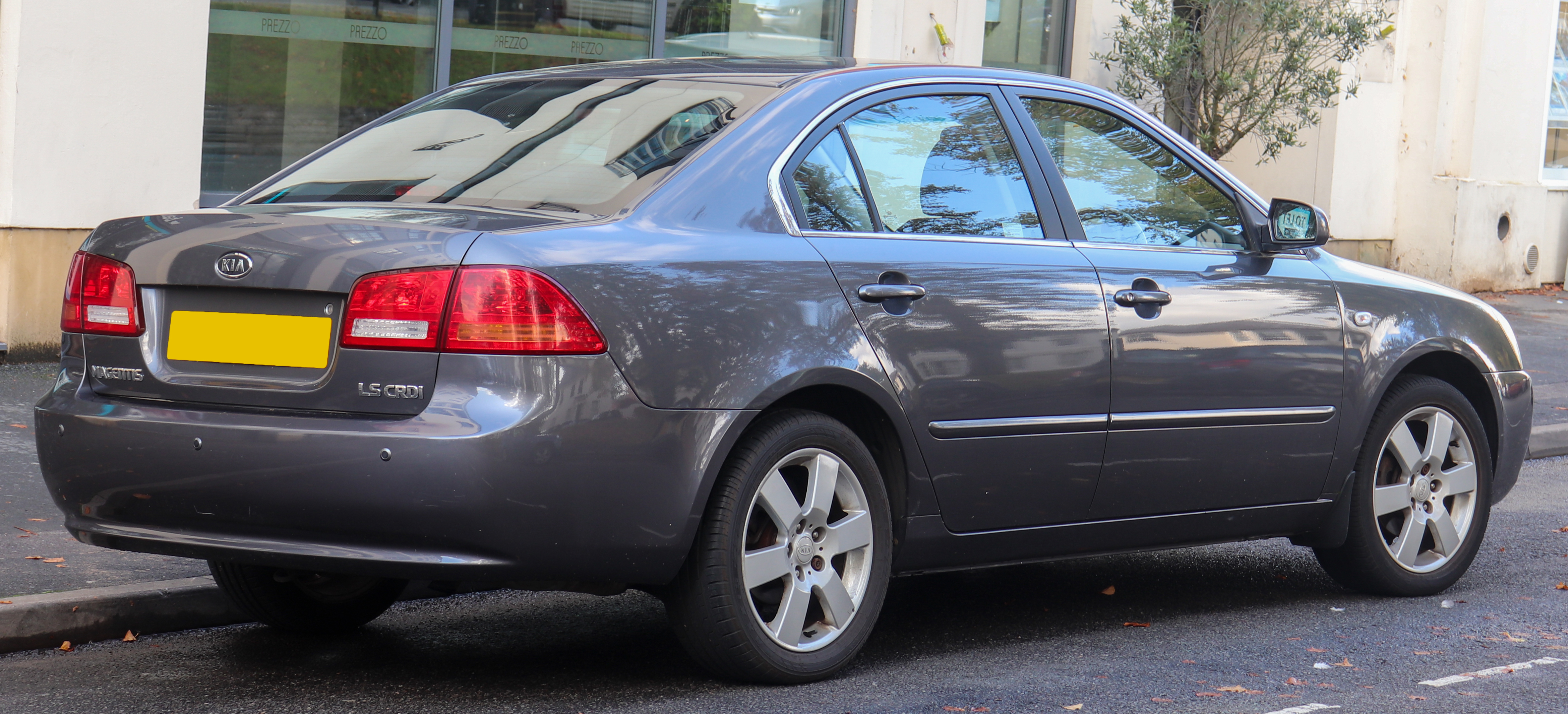
Вид ззаду

На російському ринку серійна модель з'явилася в 2007 році. Оновлений седан трохи підріс в розмірах: довжина новинки становить 4,74 метри, а колісна база автомобіля тепер становить 2,72 метри. Ширина виросла до 1,80 метра. За рахунок цього простір на задніх сидіннях стало значно більше, на 15 літрів збільшився об'єм багажного відділення. Таким чином, Magentis тепер потрапляє в той же сегмент, що і VW Passat, Opel Vectra. До речі, дана модель побудована на тій же платформі, що і Hyundai Sonata.
Оздоблення просторого салону виконана в стилі High-tech, так звані, «опції комфорту» максимально відповідають останнім тенденціям автомобілебудування. Оптітронниє прилади легко читаються, дисплеї клімат-контролю і тріп-комп'ютера красиво підсвічені. З обробки зник дешевий пластик «під дерево», а з'явилися сріблясті лінії, що обрамляють або завершальні дизайн приладів, чудово гармоніюють з темним салоном і відповідають останнім світовим тенденціям внутрішньої обробки. Пластикові деталі взяли естетичний вигляд і стали приємними на дотик. Регулювань сидіння і керма цілком достатньо, щоб зручно влаштуватися.

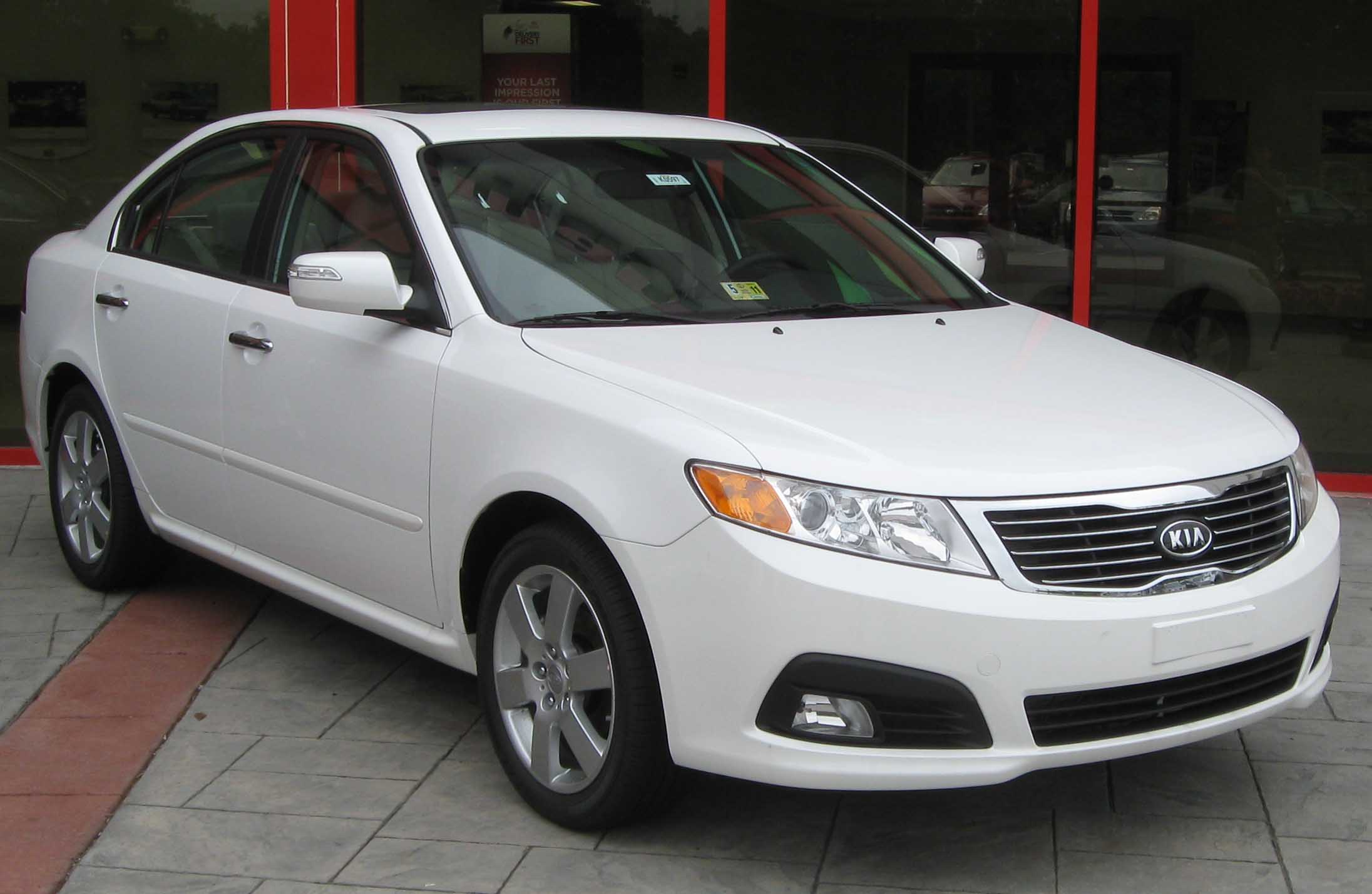
Рестайлінг

Органи управління та контролю розташовані зручно. На центральній консолі розташовано три рідкокристалічні дисплеї. На самому верхньому відображається поточний час і інформація про непристебнутих пасажирів. Окремої уваги потребує система оповіщення про непристебнутий водія. По центру консолі — дисплей CD-програвача. Трохи нижче — екран з індикацією настройок клімат-контролю. Для відображення поточної інформації, в тому числі про температуру двигуна і кількості палива, також використовуються РК-дисплеї. Всі ці шкали, цифри і значки світяться приємним блакитним світлом.
У порівнянні з попередником покращилися маневреність і стійкість автомобіля не тільки на комфортних трасах, але і на досить складних ділянках дороги. Якщо говорити про безпеку, то крім посилення всього кузова сталевими панелями, у базі йдуть і необхідні ABS + EBD, дискові гальма, дві подушки безпеки (+ система відключення передньої подушки пасажира), активні підголівники, ремені з преднатяжителями.
Новий 2,0-літровий мотор Theta видає 145 к.с. Розгін до 100 км / год займає 10-11 сек. Максимальний швидкісний поріг — 208 км / год. До речі привід ГРМ в новому моторі — ланцюговий, а поршні і кільця виготовлені з нового високоміцного сплаву, що збільшило термін їх служби. Силовий агрегат порадує власників скромним «апетитом» — 6,2 л на трасі і 10,5 л на 100 км в місті. На вибір пропонується: механічна 5-ступінчаста коробка передач або 4-ступінчастий «автомат».
Технічні дані моделі стали більш модернізованими. За рахунок використання нових матеріалів і впровадження нових технологій в роботу двигуна, зменшилися показники вихлопів, шуму і вібрації.
Були запропоновані також версії з бензиновим двигуном об'ємом 2,7 літра та дволітровим турбодизелем.
Базова Magentis комплектується системами ABS і EBD (система електронного розподілу гальмівного зусилля). Як опція поставляється система тракшін-контролю (TCS). У автомобілі передбачені подушки безпеки водія і пасажира, триточкові ремені безпеки для всіх пасажирів. Всі автомобілі оснащені іммобілайзером і вбудованою заводський охоронною сигналізацією.
У 2009 році модель оновили.
Капот Magentis після останніх оновлень набув більш витягнутої форми і рівних ліній. Фари відрізняються типовим східним дизайном — мають форму «розкосих очей». Динамічність даної моделі підкреслюють оновлені литі диски, а спортивну стилістику підтримують зовнішні накладки порогів. Також, Magentis оснащений додатковими бічними поворотами для зручності орієнтації всіх учасників руху. Багажне відділення має досить непоганий обсяг — 452 л — але не дотягує до Ford Mondeo і VW Passat, які пропонують місткість понад 500 л. 

## Третє покоління (2010—2015)

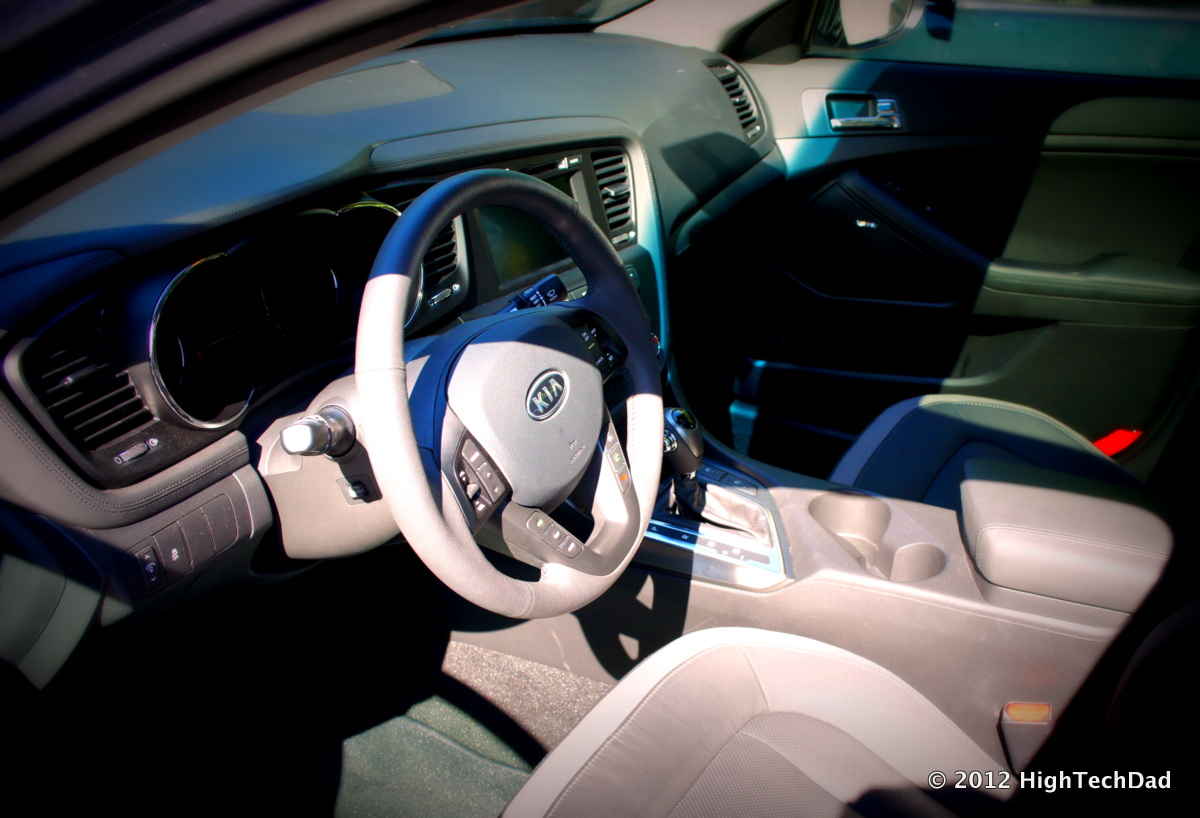

Повністю оновлена Optima представлена в 2010 році на Нью-Йоркському автошоу. В Південній Кореї, Китаї та Індонезії автомобіль називається Kia K5, а в Малайзії — Kia Optima K5. Седан створено на одній платформі з Hyundai Sonata і відноситься до середнього класу D. 

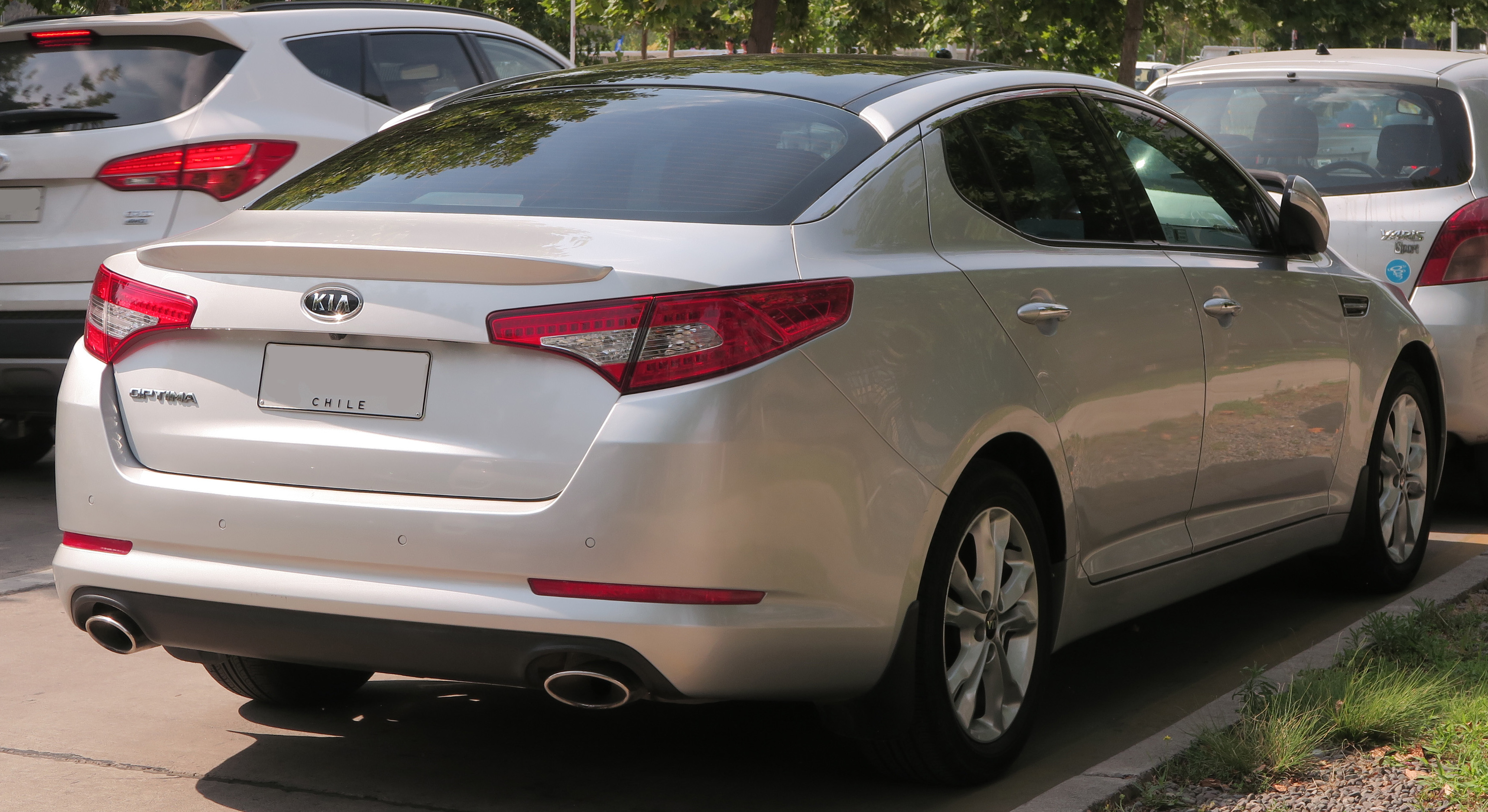

Її футуристичний і спортивний вигляд — справа рук нинішнього головного дизайнера Kia — Петера Шрайера, який також «намалював» Kia Forte, Sorento, Sportage та Cadenza. У 2011 році автомобіль отримав одну з найпрестижніших світових нагород в галузі дизайну — «Red Dot: Best of the Best».
Для різних ринків Optima пропонує різні варіанти двигунів. Так, в країнах Європи і Середньої Азії доступні три мотора: дизельний 1.7 літровий потужністю 134 кінських сил, і два бензинових — 2.0 і 2.4 літрові, що видають 163 і 178 «конячок» відповідно. На російському ринку доступні тільки два бензинових двигуна сімейства Theta II об'ємом 2,0 л (150 к.с.) І 2,4 л (180 к.с.). Для ринку Північної Америки та Австралії виробник оснащує Optima двома бензиновими двигунами — 2.0 літровим турбованим, що розвиває потужність в 274 кінських сил, і 2.4 літровим потужність в 200 «конячок». Всі двигуни працюють в парі з 6-швидкісними механічною або автоматичною трансмісією.

Нова Optima зберігає свої лінії комплектацій: базова модель LX, висококласна модель EX і спортивна SX. Стандартне обладнання включає такі функції безпеки, як електронний контроль стабільності (ESC) і гальма з ABS , а також супутникове радіо Sirius, охолоджуваний бардачок, підключення iPod і телефонне керування Bluetooth без використання рук. Починаючи з жовтня 2013 року, на моделях LX Kia буде пропонувати інформаційно-розважальну систему UVO від Microsoft як частину пакету зручності. Опції моделі EX включають нову інформаційно-розважальну систему Kia UVO, вбудовану камеру заднього виду та Proximity Key із кнопковим пуском. Також доступні панорамний люк, підігрів і охолодження передніх сидінь, підігрів задніх сидінь і навігаційна система. Моделі SX додають задній спойлер, металеві педалі, чорні гібридні вставки з металу та карбону, пелюсткові перемикачі та підсвічені пороги. Третє покоління Optima поставлялося з двома різними варіантами запалювання. На деяких замки запалювання встановлюються на рульовій колонці за допомогою поворотного ключа. У деяких специфікаціях замкова щілина знаходиться всередині бардачка, а кнопка запуску розташована на панелі приладів.

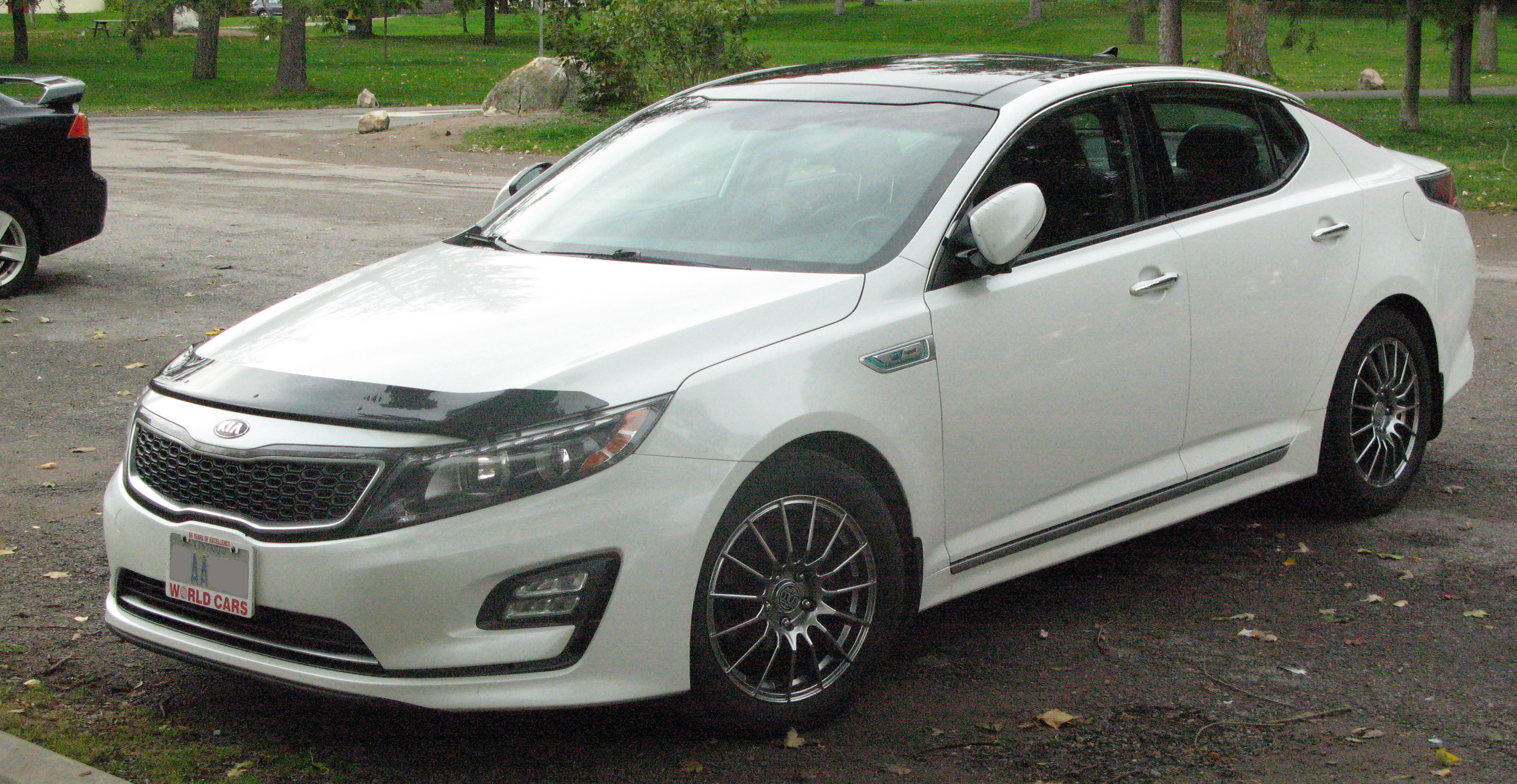
Рестайлінг 2014 року

Всі моделі Kia Optima з 6-ступінчастою автоматичною трансмісією оснащені новою системою Active ECO. У тих випадках, коли не потрібно максимальна динаміка за допомогою цієї системи можна оптимізувати налаштування систем контролю двигуна і трансмісії, що забезпечить економію палива до 9,1 % (для двигуна 2,0 л) І 7,5 % (для двигуна 2,4 л).
Для південнокорейського ринку була доступна версія з двигуном 2,0 л (158 к.с.) що працює на скрапленому газі з прямим впорскуванням газу у рідкому стані безпосередньо у циліндр.
2011 рік ознаменувався виведенням на ринок Kia Optima Hybrid, гібридного автомобіля, який може працювати як в електрорежимі, так і в комбінованому газово-електричному, причому на будь-якій швидкості, що дозволило досягти вагомою економії палива і істотного зниження шкідливих викидів в атмосферу. Європейський Optima Hybrid комплектується бензиновим двигуном 2.0 літра замість 2,4 літрового, який застосовується в моделі для ринку Північної Америки.
Kia Optima представлена в чотирьох рівнях комплектацій (Comfort, Luxe, Prestige, Premium). Уже в базовій комплектації Kia Optima має багате оснащення. На автомобілі доступні такі опції, як світлодіодні денні ходові вогні (LED DRL), двозонний клімат-контроль і електропривод складання бічних дзеркал.
Залежно від комплектації на автомобілі пропонуються ксенонові фари з автоматичним регулюванням кута нахилу, підігрів керма і задніх сидінь, аудіосистема Infinity, навігаційна система і камера заднього виду, електричний гальмо стоянки, вентиляція сидіння водія, панорамний дах і люк з електроприводом.
Вже у стандартній комплектації Optima оснащена ефективною системою безпеки в яку входять шість подушок безпеки, активні підголовники передніх крісел, протиударні балки в дверях, система кріплення дитячого сидіння LATCH і система контролю тиску в шинах TPMS. Залежно від ринку, як стандартні або додаткові опції будуть пропонуватися антиблокувальна гальмівна система (ABS), електронна система стабілізації руху Electronic Stability Control (ESC), система стабілізації курсової стійкості Traction Control System (TCS), система допомоги при екстреному гальмуванні Brake Assist System (BAS) і система допомоги при старті на підйомі Hillstart Assist System (HAC).

### Гібридна версія

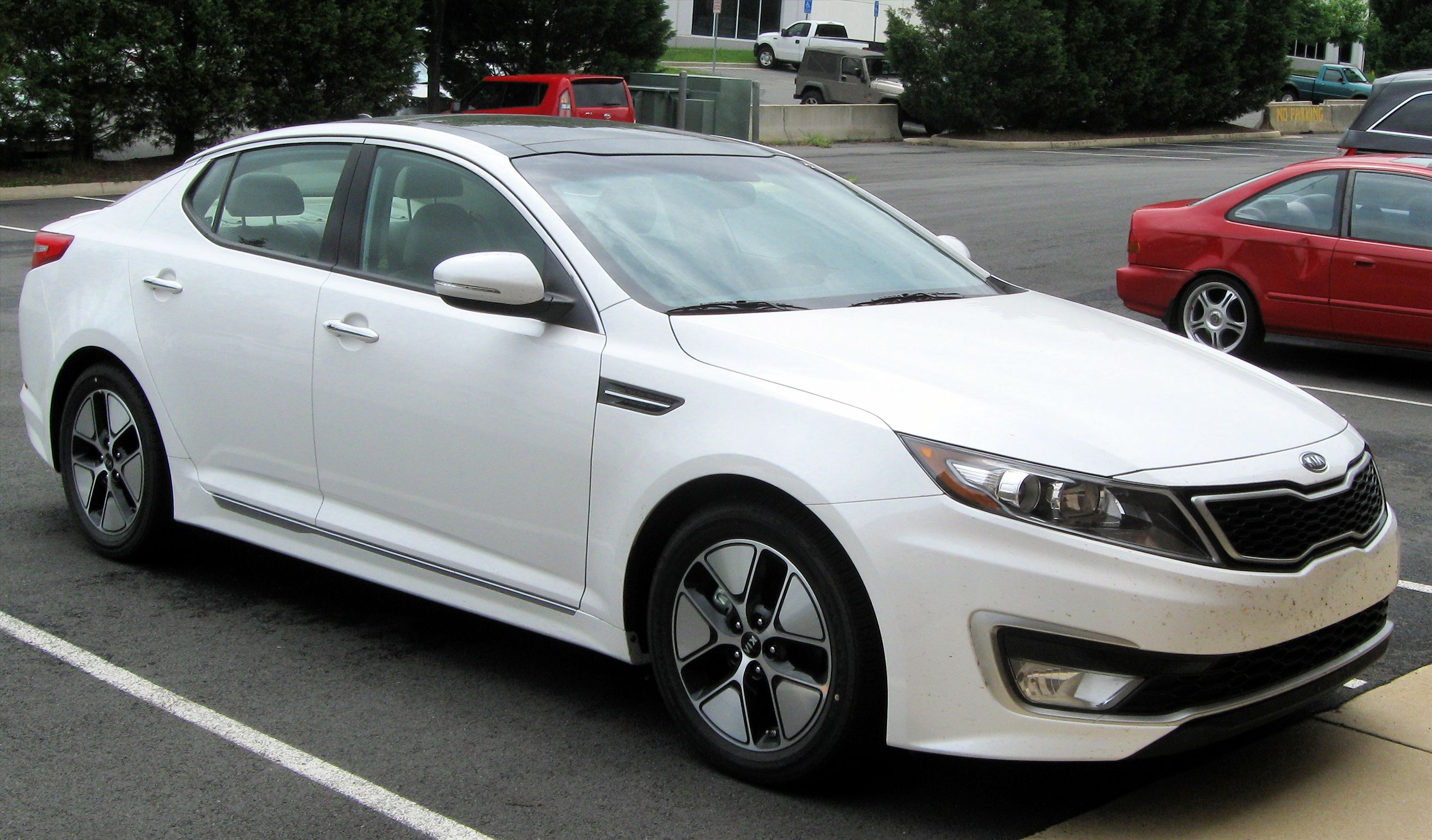
2011 Kia Optima Hybrid

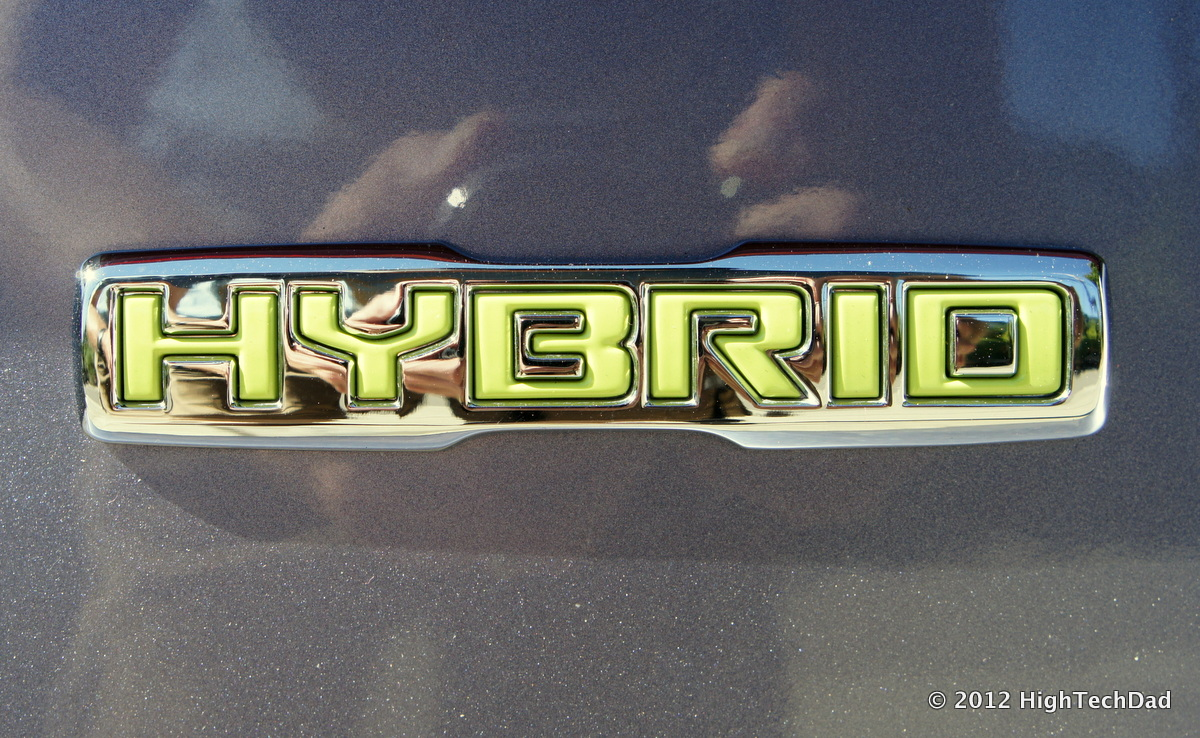

Kia Optima Hybrid 2011 року була представлена на автосалоні в Лос-Анджелесі в 2010 році та була представлена на ринку США в червні 2011 року. Протягом першого місяця на ринку було продано 524 одиниці.  Враховуючи загальний обсяг продажів на ринку США до грудня 2011 року, коли продано 19 672 одиниці, Hyundai Sonata Hybrid і Kia Optima Hybrid посіли друге місце за продажами гібридів за календарний 2011 рік після Toyota Prius.
Optima Hybrid використовує силовий агрегат Hyundai Sonata Hybrid, який поєднує 2,4-літровий двигун MPI з шестиступінчастою автоматичною коробкою передач, електродвигун потужністю 30 кВт і легкі літій-полімерні батареї для створення повного бензиново-електричного гібрида з орієнтовним споживанням палива 6,4 л/100 км місто та 6 л/100 км шосе.  Optima Hybrid може розвивати швидкість до 100 км/год у повністю електричному режимі, що допомагає йому вирізнятися з-поміж багатьох конкурентів.  Корейський і європейський ринки отримали Optima Hybrid з 2,0-літровим двигуном з турбонаддувом. 
Єдиними зовнішніми ознаками, які відрізняють його від Kia Optima, є емблема Hybrid, спеціальний дизайн колісних дисків, занижений дорожній просвіт приблизно на 25 мм і наявність спеціального світло-платиново-графітового кольору фарби. У ньому також використовується система активних затворів за верхньою решіткою, що дозволяє автомобілю перенаправляти потік повітря, коли це дозволяє рівень тепла газового двигуна (наприклад, коли автомобіль працює в режимі EV для покращення аеродинаміки або сприяння швидшому розігріву бензинового двигуна)
У вересні 2011 року Optima Hybrid встановила Книгу рекордів Гіннеса за «Найнижче споживання палива гібридним бензиновим транспортним засобом» під час 14-денного руху через континентальну частину Сполучених Штатів, починаючи з заводу Kia у Вест-Пойнті, штат Джорджія. Під час поїздки довжиною 7899 миль через 48 штатів автомобіль проїхав у середньому 64,55 милі на галон, витративши загалом п’ять з половиною баків бензину. Для того, щоб претендувати на рекорд, в машині протягом усієї поїздки було дві людини та багаж. 

### Безпека
2011 Optima отримав рейтинг «Найкращий вибір безпеки» від Страхового інституту безпеки на дорогах (IIHS). 
| Тест                        | Рейтинг   |
| Загалом:                    | 5/5 зірок |
| Мале перекриття спереду:    | Середній  |
| Помірне перекриття спереду: | Добре     |
| Бокова сторона:             | Добре     |
| Міцність даху:              | Добре     |
| Підголівники та сидіння:    | Добре     |

### Рецепція
У порівняльному тесті Car and Driver у березні 2012 року Optima посіла третє місце з шести автомобілів, поступившись першому Volkswagen Passat і другому Honda Accord.

### Двигуни
Бензинові:
- 2.0 L Nu MPI I4
- 2.0 L Theta II MPI I4
- 2.0 L Theta II T-GDI I4
- 2.4 L Theta II MPI I4
- 2.4 L Theta II GDI I4

Бензин/LPG:
- 2.0 L Nu LPI I4
- 2.0 L Theta LPI I4

Дизельний:
- 1.7 L U II CRDi I4

## Четверте покоління (2015—2020)

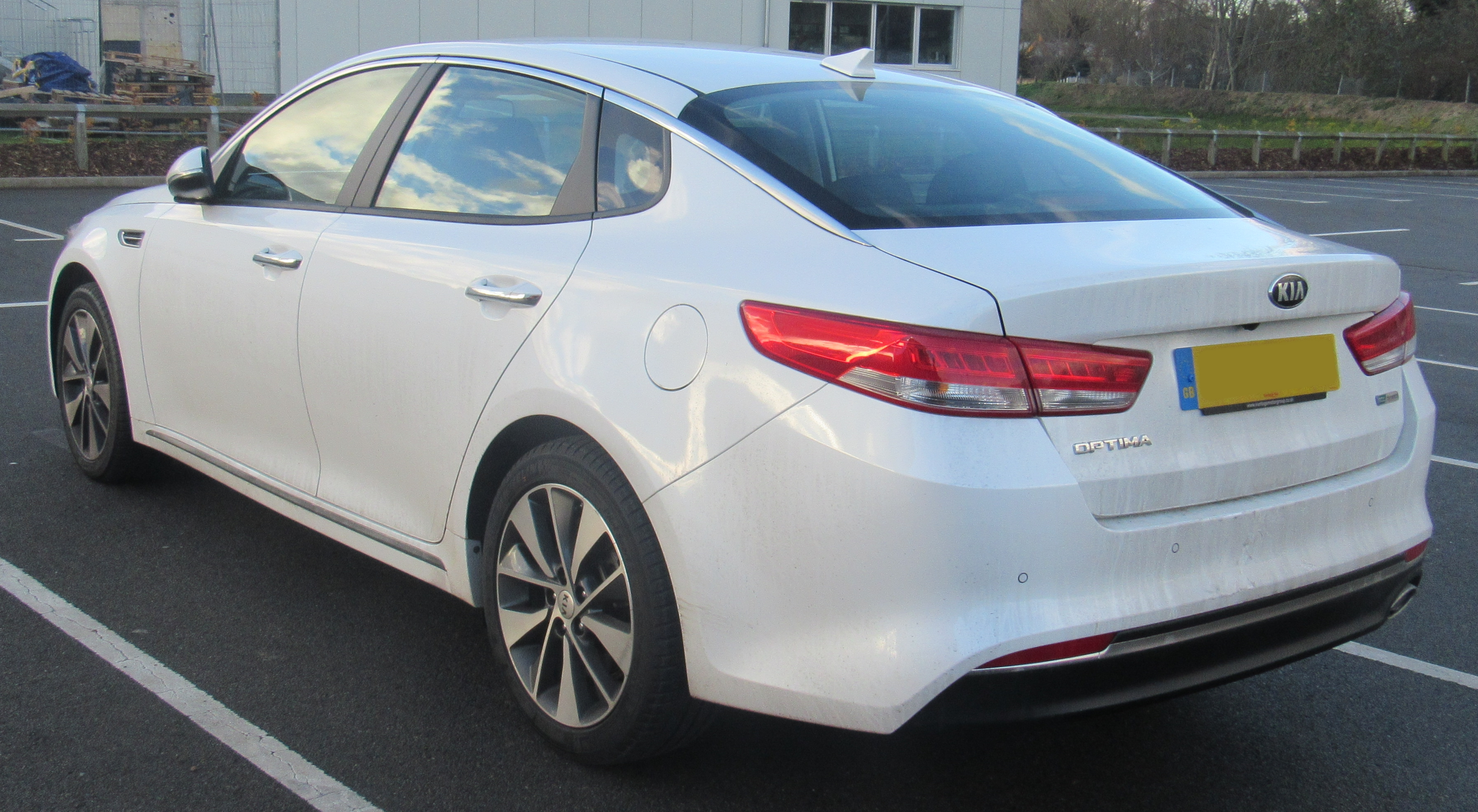

Kia Optima четвертого покоління представлене на Нью-Йоркському автосалоні. Він нагадує концептуальний універсал Sportspace. Автомобіль збудовано на базі Hyundai Sonata LF. 

Kia Optima була повністю оновлена, що відобразилось у більш жорсткій конструкції, сучаснішій підвісці, більш просторному салоні та багажнику, численних новітніх технологіях та удосконалених двигунах, завдяки яким покращились дорожні якості автомобіля та економія палива. 

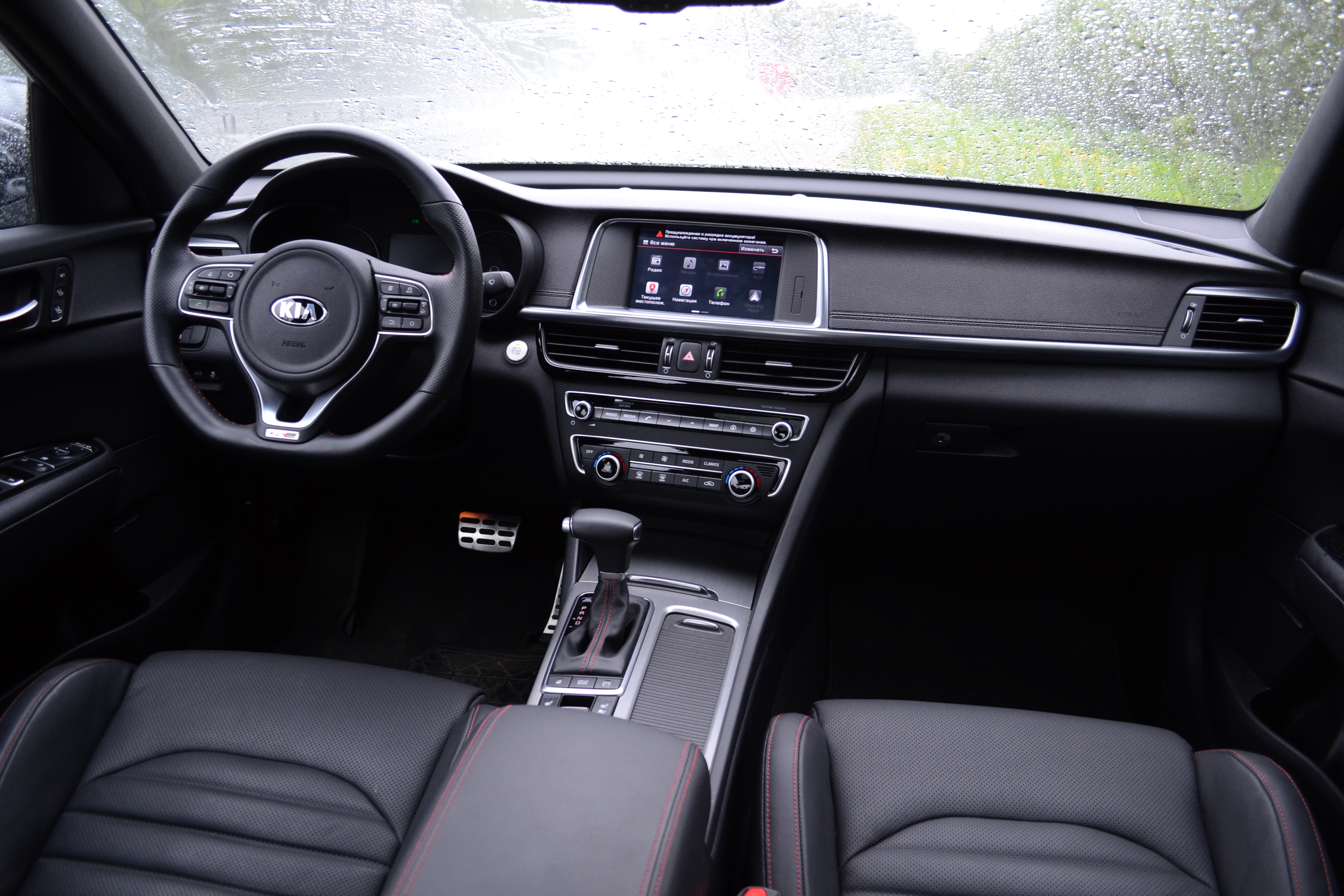

Базова версія Kia Optima LX року обладнана 4-циліндровим двигуном 2,4 л. в поєднанні з 6-ступеневою автоматичною трансмісією. Більше того, в авто присутня система Driver Mode Select, яка дає можливість вибору між режимами Normal, Sport та Eco. Серед іншого стандартного обладнання комплектації Optima LX: кондиціонер з механічним налаштуванням температури, 5-дюймовий LCD екран із камерою заднього огляду, та контролери круїз-контролю та аудіо-системи на телескопічному кермі, також, аудіо-система включає супутникове радіо Sirius, Bluetooth, Auxiliary та USB входи. 
В 2018 році модель модернізували.

### Kia Optima SW

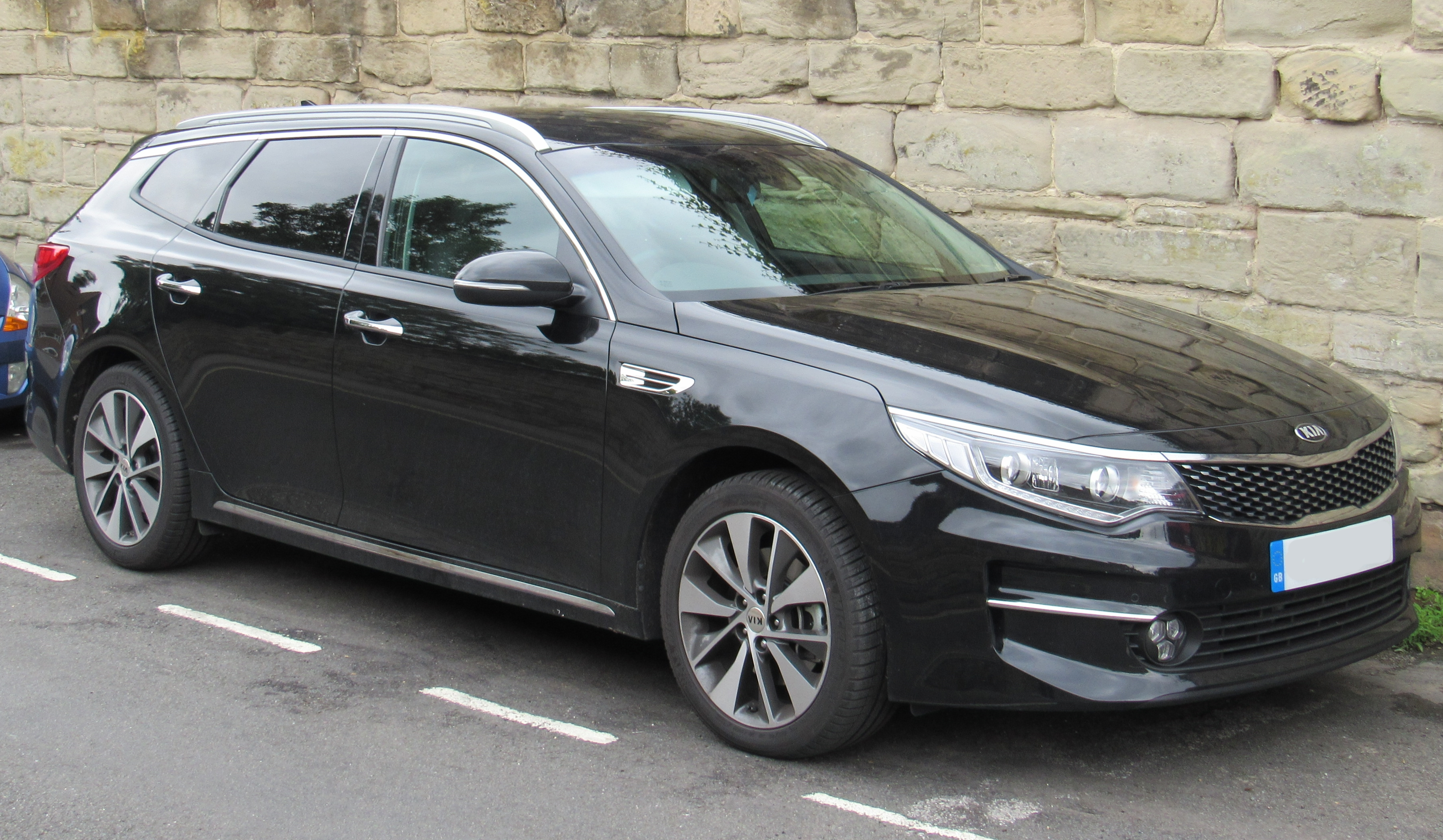
Kia Optima Sportswagon

Компанія Kia представила модель Optima четвертого покоління в кузові «універсал», дизайнером якої став Дмитро Новіков. Світова прем'єра новинки відбулася в березні 2016 року на Женевському автосалоні.  
Kia Optima Sportwagon (SW) виконана в стилі концепт-кара Sportspace, який був представлений в лютому 2015 року. Габаритна довжина універсалу склала 4855 мм, ширина — 1860 мм, а висота — 1470 мм (на 5 мм більше седана). Розмір колісної бази складає 2805 мм. Розмір багажного відділення складає 553 літри. Моторна гама п'ятидверки включила 1.7-літровий турбодизель, потужністю 141 к.с. і 340 Нм крутного моменту. Мотор працює в парі з 6-ступеневою механікою або з 7-діапазонним роботом з подвійним зчепленням. Також присутній 2.0-літровий бензиновий двигун потужністю 163 к.с., працюючий в парі з 6-ступеневою механікою та 6-ступеневим автоматом. Топова GT-модифікація оснащена 2.0-літровою турбочетвіркою, потужністю 245 к.с., працюючий в парі з автоматичною трансмісією. В подальшому в універсала з'явиться гібридна модифікація з можливістю підзарядки батарей від побутової електромережі. В склад силового агрегату увійшов бензиновий, 2.0-літровий двигун потужністю 156 к.с., та 50-КВт електричний двигун та комплект літій-полімерних батарей ємністю 8 кВт/год. Сумарна потужність агрегатів складає 205 к.с.  
Європейські продажі Kia Optima Sportwagon розпочалися в четвертому кварталі 2016 року. 

### Концепт Kia Optima Convertible

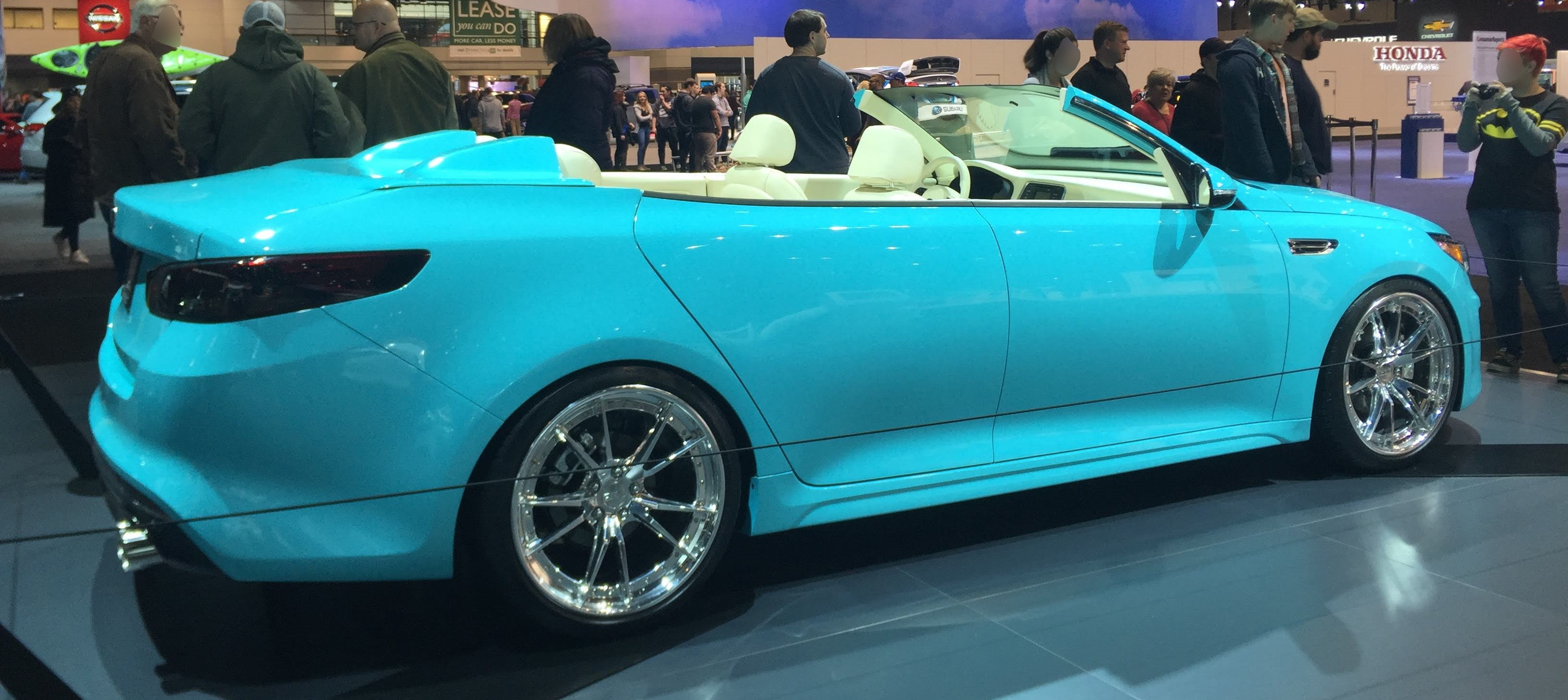
Kia Optima Convertible

Концепт Kia Optima Convertible був показаний у 2015 році; це 4-дверний кабріолет, схожий на седан Kia Optima.

### Безпека
2017 Optima отримав рейтинг «Top Safety Pick+» від Страхового інституту безпеки на дорогах (IIHS). 
| Тест                                            | Оцінка     |
| Загалом:                                        | 5/5 зірок  |
| Малий нахлест спереду                           | Добре      |
| Помірне перекриття спереду:                     | Добре      |
| Бокова сторона:                                 | Добре      |
| Міцність даху:                                  | Добре      |
| Підголівники та сидіння:                        | Добре      |
| Запобігання передньому удару:                   | Покращений |
| Фари:                                           | Добре      |
| Зручність кріплення дитячого сидіння (засувка): | Прийнятно  |

### Нагороди
Optima є дворазовим переможцем нагороди «Міжнародний автомобіль року». він також отримав нагороду Red Dot «Кращий із найкращих» у 2016 році.

### Двигуни
Бензинові:
- 1.6 L Gamma II T-GDi I4
- 2.0 L Nu MPi I4
- 2.0 L Theta II T-GDi I4
- 2.4 L Theta II GDi I4

hybrid:
- 2.0 L Nu GDi HEV I4

Бензин/LPG:
- 2.0 L Nu LPi I4

Дизельні:
- 1.6 L U II CRDi I4
- 1.7 L U II CRDi I4

## П’яте покоління (з 2020)

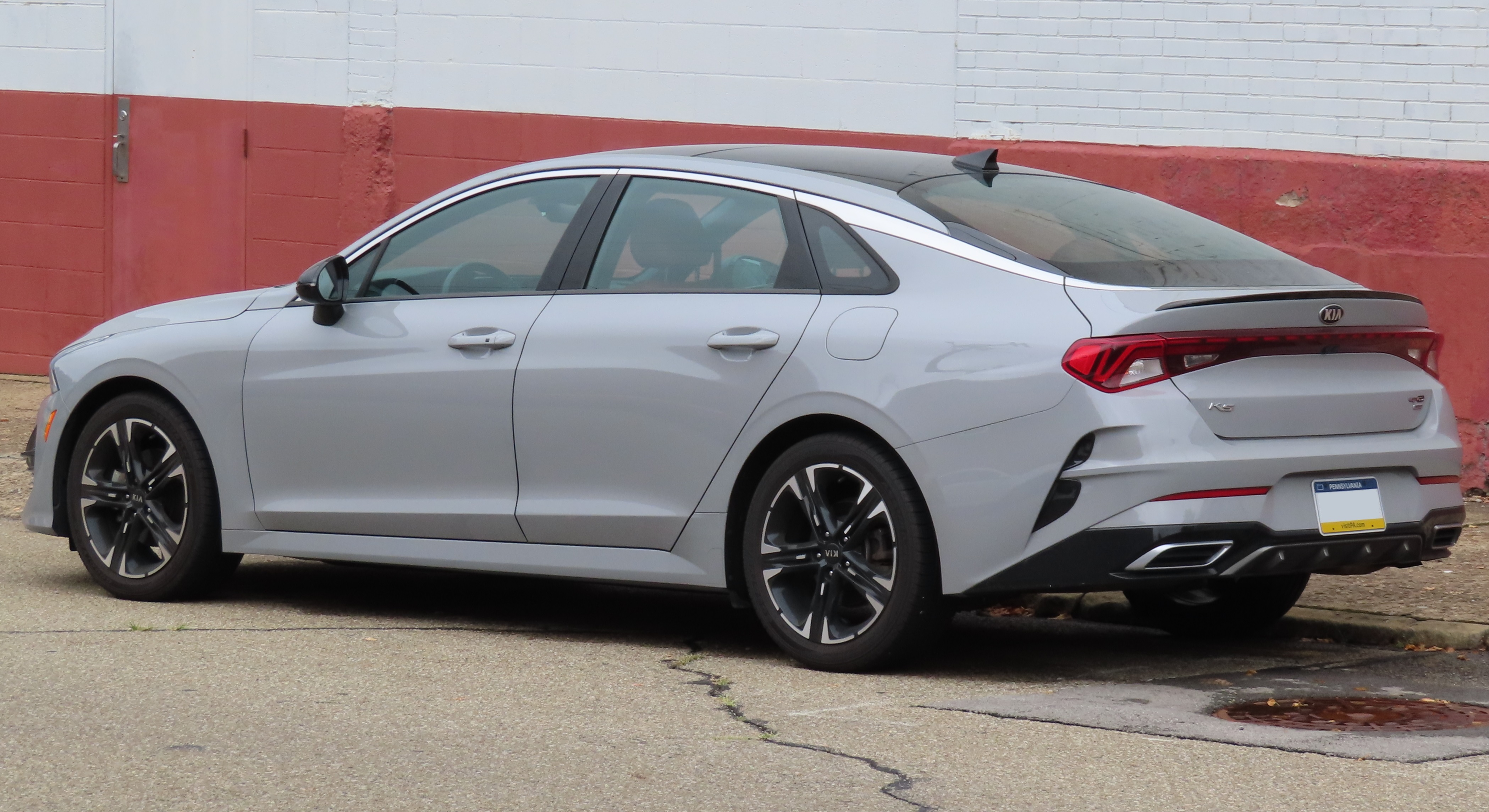
Kia K5 GT-Line

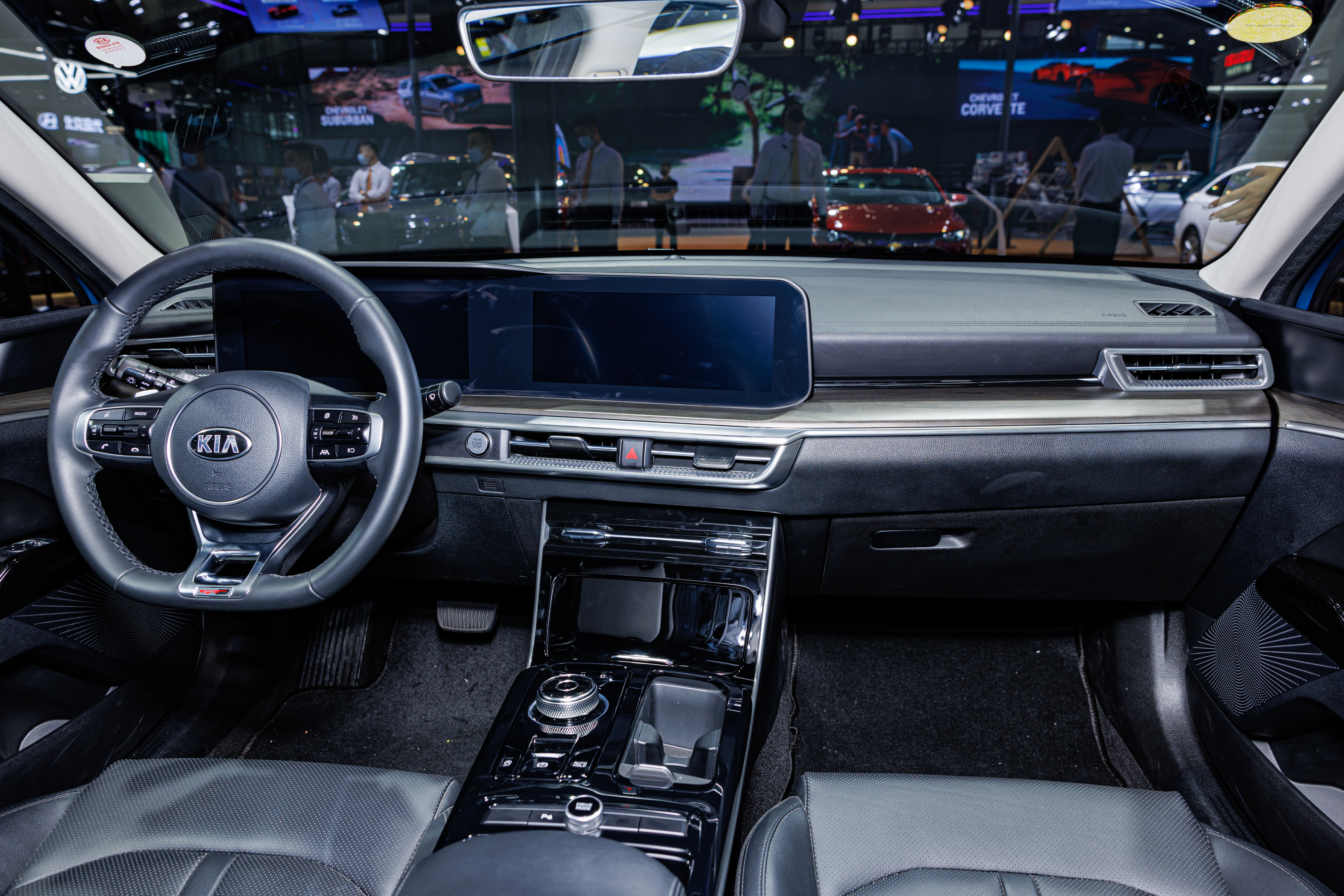

В грудні 2019 року дебютував новий Kia K5.
Довжина автомобіля виросла на 50 мм до 4905 мм, ширина додала 25 мм до 1860 мм, висота скоротилася на 20 мм до 1445 мм, колісна база збільшилася на 45 мм до 2850 мм (і це на 10 мм більше, ніж у спорідненої Сонати нового покоління). 
Автомобіль отримав новий наддувний агрегат 1.6 T-GDi Smartstream (180 к.с., 265 Нм), з системою безперервної зміни тривалості відкриття клапанів Continuously Variable Valve Duration (CVVD), призначений для Південної Кореї і США. Інші двигуни (в залежності від ринку) включають в себе мотор 2.0 MPI (152 к.с., 192 Нм); 2.0 CVVL (160 к.с., 196 Нм) і 2.5 GDi (194 к.с., 246 Нм). У США сюди додасться версія GT з наддувним мотором 2.5 T-GDi (290 к.с., 422 Нм), що розганяє седан до сотні приблизно за 6,6 с. Пізніше в асортимент увійдуть і гібридні варіанти.
Всі двигуни агрегатуються за замовчуванням шести- або восьмідіапазонними «автоматами», а найпотужніший 2.5 T-GDi отримав в абсолютно нову коробку передач: восьмиступінчастий «робот» з двома зчепленнями 8DCT. Вперше на K5 у вигляді опції буде доступний повний привід AWD. Він буде поєднуватися тільки з деякими з двигунів і з'явиться на деяких ринках.
Салон Kia Optima 2020 п'ятимісний, обшивка сидінь текстильна. В топових комплектаціях доступні: оббивка штучною і натуральною шкірою, електропривід, підігрів і вентиляція передніх сидінь, підігрів задніх сидінь і керма. На задньому ряду сидінь передбачено два повних набори кріплень дитячих крісел LATCH. Об'єм багажника становить 425 літрів. Стандартними для базової моделі стали інформаційно-розважальна система UVO з 8.0-дюймовим сенсорним екраном, Android Auto, Apple CarPlay, USB портом, Bluetooth, Siri Eyes Free і стерео на 6 динаміків. Додатково можна укомплектувати салон Wi-Fi, навігаційною системою, супутниковим і HD радіо, додатковими USB портами і аудіосистемою «Harman Kardon» на 10 динаміків.
Доступна система мультимедіа з більшим 10,25-дюймовим дисплеем.
У 2023 модельному році Kia робить повний привід опцією виключно для версії K5 GT-Line.
У 2025 році Kia K5 отримав новий 2,5-літровий атмосферний двигун замість 1,6 турбо. Потужність зросла на 11 к.с. — до 191 к.с. і 290 Нм. 

### Рестайлінг 2023 року

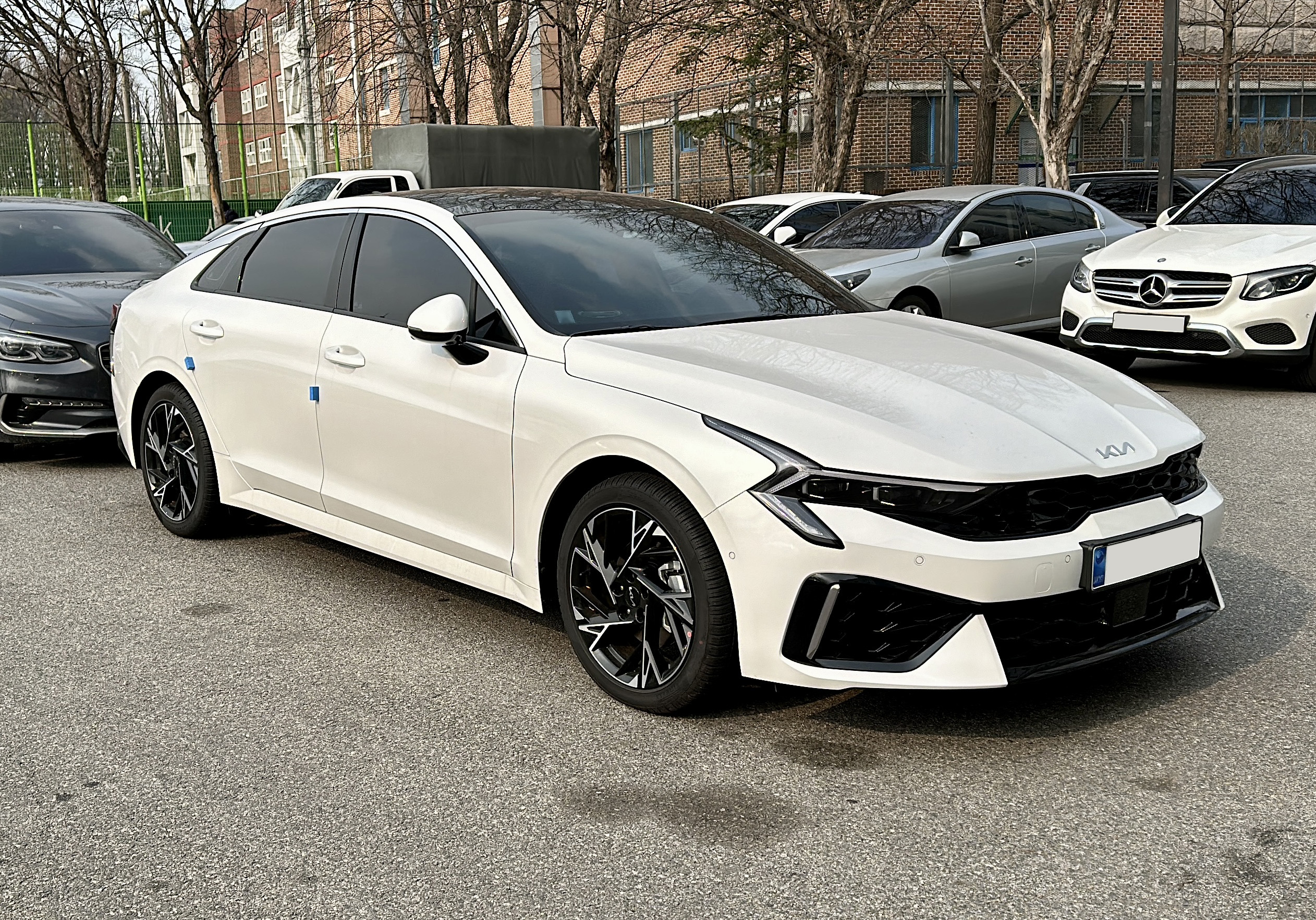
Kia K5 (з 2023)

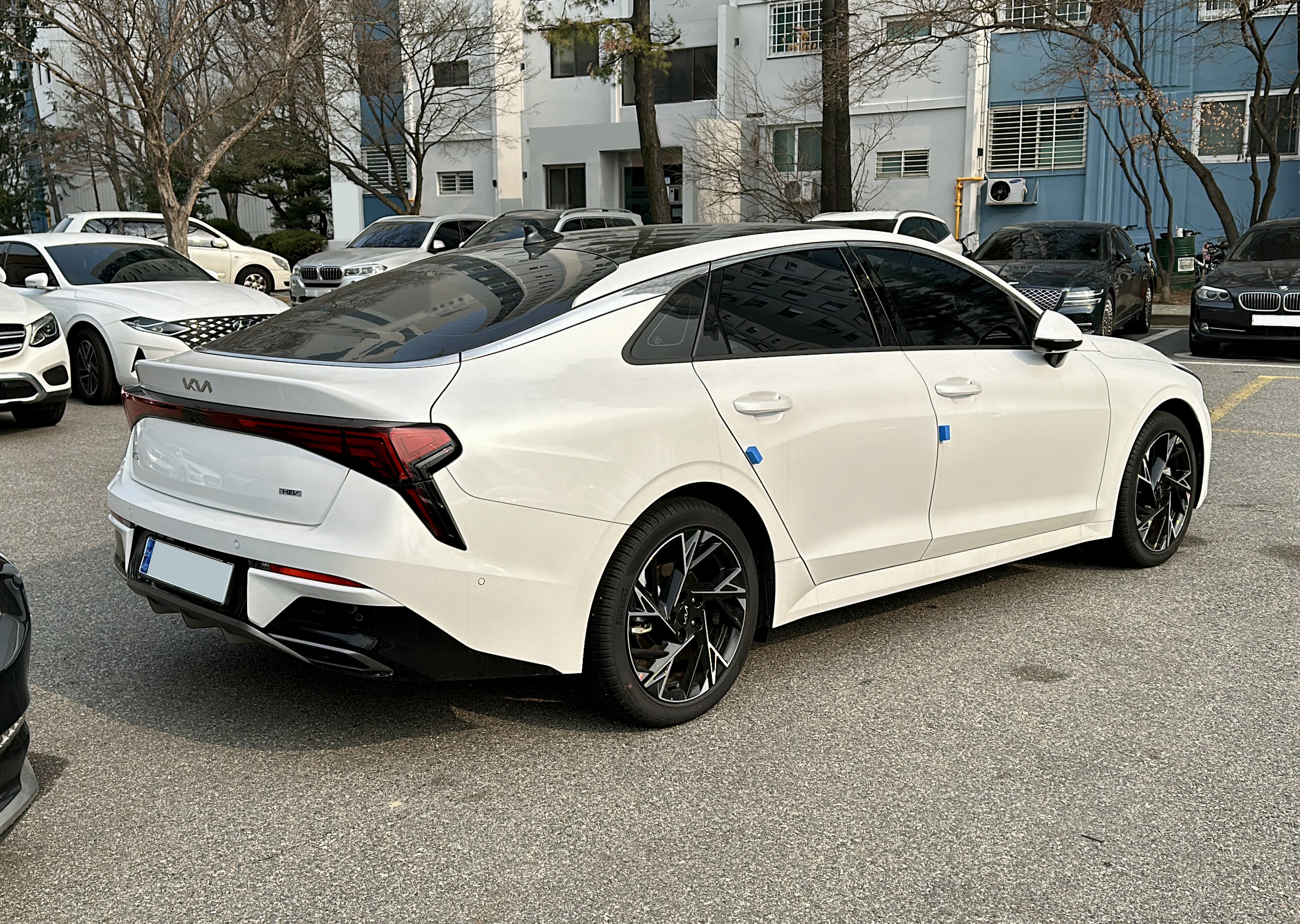
Kia K5 (з 2023)

Рестайлінг K5 було представлено 25 жовтня 2023 року в Південній Кореї та на Чиказькому автосалоні 2024 року для 2025 модельного року в Північній Америці. Зміни включають перероблені фари та задні ліхтарі, новий передній бампер із збільшеними штучними вентиляційними отворами, нові вихлопні труби для неспортивніших рівнів комплектації, нові кольори екстер’єру, новий дизайн легкосплавних дисків, оновлений інтер’єр із парою 12-дюймових (30 см) екранів, традиційний важіль коробки передач, замінений на поворотний селектор, і нові технологічні особливості.

### Двигуни
Бензинові:
- 1.5 L Smartstream G1.5 T-GDi I4
- 1.6 L Smartstream G1.6 T-GDi I4
- 2.0 L Smartstream G2.0 MPi I4
- 2.0 L Smartstream G2.0 T-GDi I4
- 2.5 L Smartstream G2.5 GDi I4
- 2.5 L Smartstream G2.5 T-GDi I4

hybrid:
- 2.0 L Smartstream G2.0 HEV I4

Бензин/LPG:
- 2.0 L Smartstream G2.0 LPi I4